# Holzkamp (Solingen)
Holzkamp ist eine Hofschaft im Südwesten der bergischen Großstadt Solingen.

## Lage und Beschreibung
Der Ort befindet sich im südwestlichen Bereich des Solinger Stadtgebietes im Stadtteil Aufderhöhe zwischen Landwehr und Rupelrath, etwas nördlich der Kapelle St. Reinoldi. Entlang des Holzkamper Wegs ist der Ort mit Rupelrath zusammengewachsen. Die ursprüngliche Hofschaft befand sich entlang der Stichstraße, die den Namen des Ortes trägt. Dort sind noch einzelne verschieferte Fachwerkhäuser des Bergischen Stils erhalten. Westlich von Holzkamp liegt der Bahndamm der Strecke Haan-Gruiten–Köln-Deutz, er wird in Höhe Holzkamps durch den Mainauweg untertunnelt. Südwestlich des Bahndamms erheben sich mit dem Wenzelnberg und dem Spürklenberg zwei der früher zahlreichen Leichlinger Sandberge. Nördlich von Holzkamp fließt der Rupelrather Bach.
Benachbarte Ortslagen sind bzw. waren: Landwehr, Brand, Birkendahl, Gosse, Rupelrath, Hütte und Linde auf Solinger Stadtgebiet, Kradenpuhl und Müllerhof auf Leichlinger Stadtgebiet sowie Gravenberg und Feldhausen auf Langenfelder Stadtgebiet.

## Etymologie
Der Ortsname Holzkamp kann als Feld (= Kamp) am oder im Wald (= Holz) gedeutet werden.

## Geschichte
Holzkamp ist seit dem 15. Jahrhundert nachweisbar, die erste urkundliche Erwähnung erfolgte im Jahre 1488 als Hoitz Kamp.:2 Im Jahre 1715 ist der Ort in der Karte Topographia Ducatus Montani, Blatt Amt Solingen, von Erich Philipp Ploennies mit einer Hofstelle verzeichnet und als Hozkamp benannt. Der Ort wurde in den Registern der Honschaft Ruppelrath innerhalb des Amtes Solingen geführt. Die Topographische Aufnahme der Rheinlande von 1824 verzeichnet den Ort als Hutskamp, die Preußische Uraufnahme von 1844 verzeichnet ihn als Holzkamp. In der Topographischen Karte des Regierungsbezirks Düsseldorf von 1871 ist der Ort ebenfalls als Holzkamp verzeichnet.
Nach Gründung der Mairien und späteren Bürgermeistereien Anfang des 19. Jahrhunderts gehörte Holzkamp zur Bürgermeisterei Höhscheid, die 1856 zur Stadt erhoben wurde. 
1815/16 lebten 46, im Jahr 1830 56 Menschen im als Weiler bezeichneten Wohnplatz. 1832 war der Ort weiterhin Teil der Honschaft Ruppelrath innerhalb der Bürgermeisterei Höhscheid, dort lag er in der Flur VIII. Reinoldi Capelle. Der nach der Statistik und Topographie des Regierungsbezirks Düsseldorf als Hofstadt kategorisierte Ort besaß zu dieser Zeit neun Wohnhäuser und neun landwirtschaftliche Gebäude. Zu dieser Zeit lebten 66 Einwohner im Ort, davon zwei katholischen und 64 evangelischen Bekenntnisses. Die Gemeinde- und Gutbezirksstatistik der Rheinprovinz führt den Ort 1871 mit elf Wohnhäuser und 53 Einwohnern auf. Im Gemeindelexikon für die Provinz Rheinland von 1888 werden zwölf Wohnhäuser mit 57 Einwohnern angegeben. 1895 besitzt der Ortsteil zehn Wohnhäuser mit 68 Einwohnern und gehörte zum evangelischen Kirchspiel Rupelrath, 1905 zählt der Ort 13 Wohnhäuser mit 77 Einwohnern.
Die Bergisch-Märkische Eisenbahn-Gesellschaft (BME) trassierte zwischen 1864 und 1867 die Bahnstrecke Gruiten–Köln-Deutz in Nord-Süd-Richtung von Caspersbroich bis Landwehr quer durch das heutige Solinger Stadtgebiet. Die Bahnstrecke wurde bei Holzkamp auf einem Damm unmittelbar an der Kapelle St. Reinoldi vorbei trassiert.
Mit der Städtevereinigung zu Groß-Solingen im Jahre 1929 wurde Holzkamp ein Ortsteil Solingens. Ab den 1970er Jahren verlor Holzkamp allmählich seine solitäre Lage, als der Ort nach und nach entlang des Holzkamper Wegs mit dem Nachbarort Rupelrath zusammenwuchs. Er ist jedoch bis heute ländlich geprägt und von Weide- und Ackerflächen umgeben.